# Robert Hewitt Wolfe
Robert Hewitt Wolfe (Waterbury, 28 ottobre 1964) è uno sceneggiatore e produttore televisivo statunitense.
È ben noto per il suo lavoro come sceneggiatore in Star Trek: Deep Space Nine e per aver sviluppato e prodotto la serie Andromeda (Titolo originale:Gene Roddenberry's Andromeda).

## Studi
Wolfe è uno scrittore già dalla giovane età. Ha iniziato, ma non completato, diversi romanzi tra i dieci anni e venti anni. Si è dedicato alla sceneggiatura per cinema e televisione al college.
Wolfe si è laureato all'Università della California di Los Angeles (UCLA), in Cinema e Televisione e il Master in sceneggiatura. La sua prima sceneggiatura, Paper Dragons, si piazzò seconda al prestigioso premio Samuel Goldwyn per la sceneggiatura.

## Carriera nella televisione

### Star Trek
Nel 1992, Wolfe fu assunto per la storia di "Per un pugno di Data" per la serie Star Trek: The Next Generation. La sua sceneggiatura dell'episodio gli assicurò un posto nello staff creativo della serie Star Trek: Deep Space Nine, che fece il suo debutto l'anno seguente.
Wolfe lavorò in DS9 per cinque anni, sotto la supervisione degli showrunner Michael Piller e Ira Steven Behr.  In quel periodo, sceneggiò o co-sceneggiò oltre trenta episodi in un'ampia gamma di generi. In questi sono inclusi episodi pieni di azione e con una grande rilevanza nell'arco narrativo come La via del guerriero (1ª) e 2ª parte) e Chiamata alle armi (in questo episodio ha fatto anche un piccolo cameo nei panni di un ufficiale scientifico ferito), episodi drammatici focalizzati allo sviluppo dei personaggi come II mistero di Garak e Tempi difficili e commedie come Affari di famiglia e Gli omini verdi.
Wolfe ha inoltre scritto la sceneggiatura dell'episodio Campo di tiro.
Wolfe con Ira Steven Behr è autore del libro Legend of the Ferengi.

### Andromeda
Nel 1999, lavorando su vecchi appunti di Gene Roddenberry, Wolfe sviluppò la serie in syndication Andromeda. La serie debuttò nell'autunno del 2000 occupando il primo posto tra gli spettacoli in syndication, posizione che mantenne per la maggior parte della sua durata quinquennale.
Wolfe fu capo sceneggiatore e produttore esecutivo di Andromeda nelle prime due stagioni. durante questo periodo, la serie è stata nominata due volte per il Saturn Award per la miglior serie in Syndication e per un Leo Award per la migliore serie drammatica.
Nel corso della produzione della seconda stagione, Wolfe dichiarò che lui e lo studio erano in contrasto per la natura non episodica della serie, le richieste dello studio erano per "più alieni, maggiori battaglie spaziali, e meno conflitti interni," causando il suo conseguente abbandono della serie. L'attore protagonista Kevin Sorbo confermò le dichiarazioni, dicendo che Wolfe "è un genio, ma stava sviluppando storie troppo complicate."

### SyFy
Wolfe è stato produttore esecutivo della serie televisiva The Dresden Files, al fianco di David Simkins, Nicolas Cage,. ed altri. Wolfe con Hans Beimler hanno scritto la sceneggiatura per l'episodio pilota e sviluppato la serie, che è stata basata sui libri The Dresden Files di Jim Butcher. Questa era una produzione della Lions Gate Television e della Saturn Films. Il suo debutto è stato il 21 gennaio del 2007, su Sci Fi Channel.  Wolfe in seguito ha sceneggiato alcuni episodi della serie.
È stato un produttore esecutivo della serie televisiva di SyFy Alphas che debuttò nel 2011. ha anche scritto diversi degli episodi di Alphas nel 2011 e nel 2012.

### TV movies
Nel periodo che ha seguito la sua partenza da Deep Space Nine, Wolfe scrisse diversi episodi pilota. Uno di questi, Futuresport, è stato mandato in onda nel 1998 dalla ABC come TV movie protagonisti Dean Cain e Wesley Snipes.
Wolfe collaborò con Hans Beimler nel 2006 per la stesura del film televisivo Scarlett.
Sempre con Beimler, realizzò una sceneggiatura dal titolo The Serpent and the Eagle, incentrata sull'invasione del Messico di Hernán Cortés e la guerra con gli aztechi. La sceneggiatura suscitò l'interesse della Imagine Entertainment, ma non fu realizzata.
Wolfe co-sceneggiò nel 2010 il film per la TV Riverworld. Un'"avventura epica" basata sui libri del Ciclo del Mondo del Fiume di Philip José Farmer. Il film per la TV della durata di 178 minuti è stato mandato in onda su Sci Fi Channel.

### Altri lavori per la Televisione
Wolfe ha anche scritto come freelance dei copioni per The Dead Zone e The Twilight Zone.
Nel 2004, è stato consulente di produzione e sceneggiatore nella prima e nella quarta stagione di 4400 per la USA Network, aiutando a lanciare la serie con successo.
È stato annunciato nel 2012 che Wolfe stava sviluppando una serie dal titolo Defender per la Universal Cable Productions, ambientata sulla nave spaziale Defender, ma il progetto è rimasto irrealizzato.
Nel 2014 è stato co-produttore esecutivo della serie Star-Crossed, di cui ha sceneggiato anche due episodi.
Dal 2014 al 2016 è stato co-produttore esecutivo della serie Elementary, dal 2017 ne è produttore esecutivo ed ha sceneggiato un totale di 11 episodi.

## Carriera nel cinema
Wolfe ha scritto diverse sceneggiature rimaste irrealizzate. Queste includono Splicers per la 20th Century Fox e Zero Gee per la Lion Rock Production di John Woo e Terrance Chang.

## Vita privata
Wolfe vive a Los Angeles in California con sua moglie Celeste ed il cane Tonka.

## Filmografia

### Produttore
- 1995-1997 4ª, 5ª, 6ª e 7ª Stagione della serie televisiva Star Trek: Deep Space Nine
- 2000-2002 1ª e 2ª stagione della serie televisiva Andromeda
- 2004-2007 1ª e 4ª stagione della serie televisiva 4400 (consulente)
- 2006 Film per la TV Scarlett
- 2007-2008 1ª stagione della serie televisiva The Dresden Files
- 2010 1ª stagione della serie televisiva The Gates - Dietro il cancello (consulente)
- 2011-2012 1ª e 2ª Stagione della serie televisiva Alphas
- 2014 1ª Stagione della serie televisiva Star-Crossed
- 2014-2017 2ª, 3ª, 4ª e 5ª Stagione della serie televisiva Elementary

### Sceneggiatore
- 1992 Serie televisiva Star Trek: The Next Generation Ep. 6x08 Per un pugno di Data
- 1994-1999 Serie televisiva Star Trek: Deep Space Nine Ep. 1x07 Per amore di Q, Ep. 1x09  Il clandestino, Ep. 1x20 Nelle mani dei Profeti, Ep. 2x04 Il simbionte, Ep. 2x09 Il sogno di Nidell, Ep. 2x16 La valle delle illusioni, Ep. 2x22 Il mistero di Garak, Ep. 2x24 Il collaborazionista, Ep. 3x01-02 In cerca dei fondatori (1ª e 2ª parte), Ep. 3x05 Seconda Pelle, Ep. 3x11-12 Tempi passati (1ª e 2ª parte), Ep. 3x14 Cuore di pietra, Ep. 3x16 Scampato pericolo, Ep. 3x18 Voci interiori, Ep. 3x19 Sisko nello specchio, Ep. 3x23 Affari di famiglia, Ep. 3x26 Il vero nemico, Ep. 4x01-02 La via del guerriero (1ª e 2ª parte), Ep. 4x08 Gli omini verdi, Ep. 4x11 Il nemico tra noi, Ep. 4x12 Paradiso perduto, Ep. 4x16 Il sindacato, Ep. 4x19 Tempi difficili, Ep. 4x23 Fino alla morte, Ep. 4x26 Il legame spezzato, Ep. 5x01 Inizia l'apocalisse, Ep. 5x06 Animaletti pericolosi, Ep. 5x07 Colui che è senza peccato..., Ep. 5x09 La scalata, Ep. 5x14 All'ombra del Purgatorio, Ep. 5x15 Alla luce dell'Inferno, Ep. 5x19 Legami di sangue e acqua, Ep. 5x23 Una fine gloriosa, Ep. 5x26 Chiamata alle armi, e Ep. 7x13 Campo di tiro
- 1998 Film per la TV Futuresport
- 2002 Serie televisiva The Twilight Zone Ep. 1x14 Upgrade
- 2003 Serie televisiva The Dead Zone Ep. 2x02 La discesa
- 2000-2002 Serie televisiva Andromeda Ep. 1x01 Andromeda, Ep. 1x02 Un equipaggio per l'Andromeda, Ep. 1x03 I sacri guerrieri, Ep. 1x06 L'angelo della morte, Ep. 1x13 La memoria perduta, Ep. 1x22 Il secondo avvento, Ep. 2x01 Al centro dell'abisso, Ep. 2x05 Ultima barriera e Ep. 2x12 Il cerchio si chiude
- 2004-2007 Serie televisiva 4400 Ep. 1x05 La prova del fuoco e Ep. 4x07 Promise City
- 2007-2008 Serie televisiva The Dresden Files Ep. 1x07 L'uomo di cera e Ep. 1x11 L'incantesimo
- 2010 Film per la TV A Riverworld
- 2010 Serie televisiva The Gates - Dietro il cancello Ep. 1x07 Scavando nel passato e Ep. 1x10 Spettri del passato
- 2011-2012 Serie televisiva Alphas Ep. 1x03 Anger Management, Ep. 1x09 Blind spot, Ep. 2x01 Wake up call e Ep. 2x09 The Devil Will Drag You Under
- 2014 Serie televisiva Star-Crossed Ep. 1x04 La gara di nuoto e Ep. 1x10 Un uragano nel cuore
- 2014-2017 Serie televisiva Elementary Ep. 2x22 La lista, Ep. 3x03 indovinelli mortali, Ep. 3x08 Fine turno, Ep. 3x19 Amicizia, Ep. 4x04 Famiglie allargate, Ep. 4x09 Delitto ex machina, Ep. 4x13 Veleni, Ep. 4x16 Braccato, Ep. 5x02 Il valore di molte città, Ep. 5x14 morte in diretta e Ep. 5x22 Moving targets

### Attore
- 1997 Serie televisiva Star Trek: Deep Space Nine Ep. 5x26 Chiamata alle armi